# Очкуровское сельское поселение
Очку́ровское се́льское поселе́ние — муниципальное образование в составе Николаевского района Волгоградской области.
Административный центр — село Очкуровка.

## История
Очкуровское сельское поселение образовано 14 февраля 2005 года в соответствии с Законом Волгоградской области № 1005-ОД.

## Население
| 2010  | 2012  | 2013  | 2014  | 2015  | 2016  | 2017  |
| ----- | ----- | ----- | ----- | ----- | ----- | ----- |
| 1232  | ↘1222 | ↗1238 | ↗1242 | ↘1233 | ↘1224 | ↗1227 |
| 2018  | 2019  | 2020  | 2021  |       |       |       |
| ↘1189 | ↘1180 | ↘1153 | ↘1151 |       |       |       |

## Состав сельского поселения
| № | Населённый пункт | Тип населённого пункта       | Население |
| - | ---------------- | ---------------------------- | --------- |
| 1 | Очкуровка        | село, административный центр | ↘1151     |